# Matt Dillahunty
Matt Dillahunty, född 31 mars 1969, är en amerikansk föreläsare (ateism) och internetpersonlighet. Han var ordförande för The Atheist Community of Austin i Texas mellan år 2006 och 2013. Han har lett den Austinbaserade kabel- och webbserien The Atheist Experience sedan cirka 2005, och var tidigare programledare för internetradioprogrammet Non-Prophets Radio. Han grundade och har bidragit till den anti-apologetiska encyklopedin Iron Chariots och dess dotterwebbplatser.

## Biografi
Dillahunty uppfostrades i den evangelikala Southern Baptist-kyrkan. Han låg i den amerikanska flottan i 8 år innan han istället började skriva mjukvara. Han hade sedan planer på att bli pastor. Hans teologiska studier kom emellertid att urholka hans tro istället för att stärka den. Han slutade tro på lärorna inom den kristna teologin och, slutligen, alla religioner.
2011 gifte han sig med programledaren och kollegan från The Atheist Experience tillika programvärd för poddradioprogrammet Godless Bitches, Beth Presswood.

## Föreläsningar och debatter

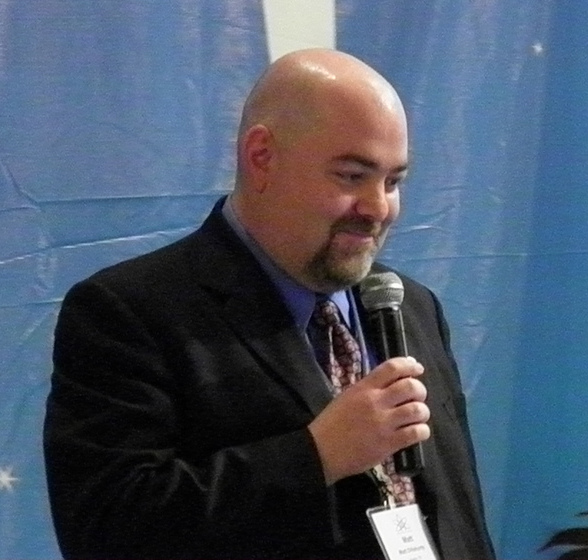
Matt Dillahunty föreläser vid American Atheists Convention 2011

Dillahunty har hållit föreläsningar vid ateism- och fritankerelaterade konferenser runt om i USA och har debatterat med ett antal kristna apologetiker, bland andra Ray Comfort (på The Atheist Experience) och den skotska pastorn David Robertson på Premier Christian Radios Unbelievable. Dillahunty medverkar också regelbundet i debatter och håller föreläsningar för lokala sekulära organisationer och universitetsgrupper som en del av Secular Student Alliances Speakers Bureau. Tillsammans med aktivisterna Seth Andrews och Aron Ra reste han i mars 2015 till Australien som del av The Unholy Trinity Tour. I april 2015 inbjöds han som föreläsare till Merseyside Skeptics Societys QEDCon i Storbritannien.
Vid American Atheists Convention i Salt Lake City höll han ett seminarium där han presenterade några råd för att debattera effektivt: "Ta motståndaren på allvar: 'Publiken måste känna att jag förstått deras synsätt perfekt, och förkastat det.' Använd logik: 'Jag säger till dem att jag kan skriva en bättre bok än bibeln. Enkelt: jag kopierar den ord för ord, förutom delarna om slaveri.' Och glöm inte känslor: 'Det är ett skådespel. Jag har en fördel, med min baptistiska uppfostran, gentemot någon som Richard Dawkins, även om han kan mer om vetenskap.'" Dillahunty har även sagt att han är villig att säga "Jag vet inte" i en debatt, något som är ett "skrämmande koncept" för vissa åhörare.
Dillahunty menar att debatter och serien The Atheist Experience är ett effektivt sätt att nå nya åhörare: "Jag är fullständigt övertygad från mina erfarenheter och belägg jag samlat över åren att de är oerhört värdefulla."
Dillahunty är en av de medverkande i boken Deconverted: a Journey from Religion to Reason (2012) av Seth Andrews. samt i dokumentären My Week in Atheism från 2014 i regi av John Christy.

### Syn på moralitet
Ett återkommande tema för Dillahunty är den sekulära moralens överlägsenhet över religiös moral. Hans huvudargument är att sekulära moralsystem är inkluderande, dynamiska, uppmuntrar förändring och tjänar deltagarna, medan religiösa moralsystem bara tjänar en extern auktoritet. Han tog upp det ämnet igen i en föreläsning vid American Atheists Convention i Austin 2013: "De säger att vi är omoraliska, när vi är de enda som förstår att moral härleds från empati, rättvisa, samarbete och fysikaliska fakta om att interagera i universum. De har brutit sönder sin moraliska kompass och offrat sin mänsklighet på religionens altare. De säger att vi är vilse och trasiga och i behov av frälsning, när det är vi som är fria." Dillahunty anser att det är "moraliskt undermåligt" att förespråka oändliga belöningar eller oändliga straff för ändliga handlingar.

### Skepticism

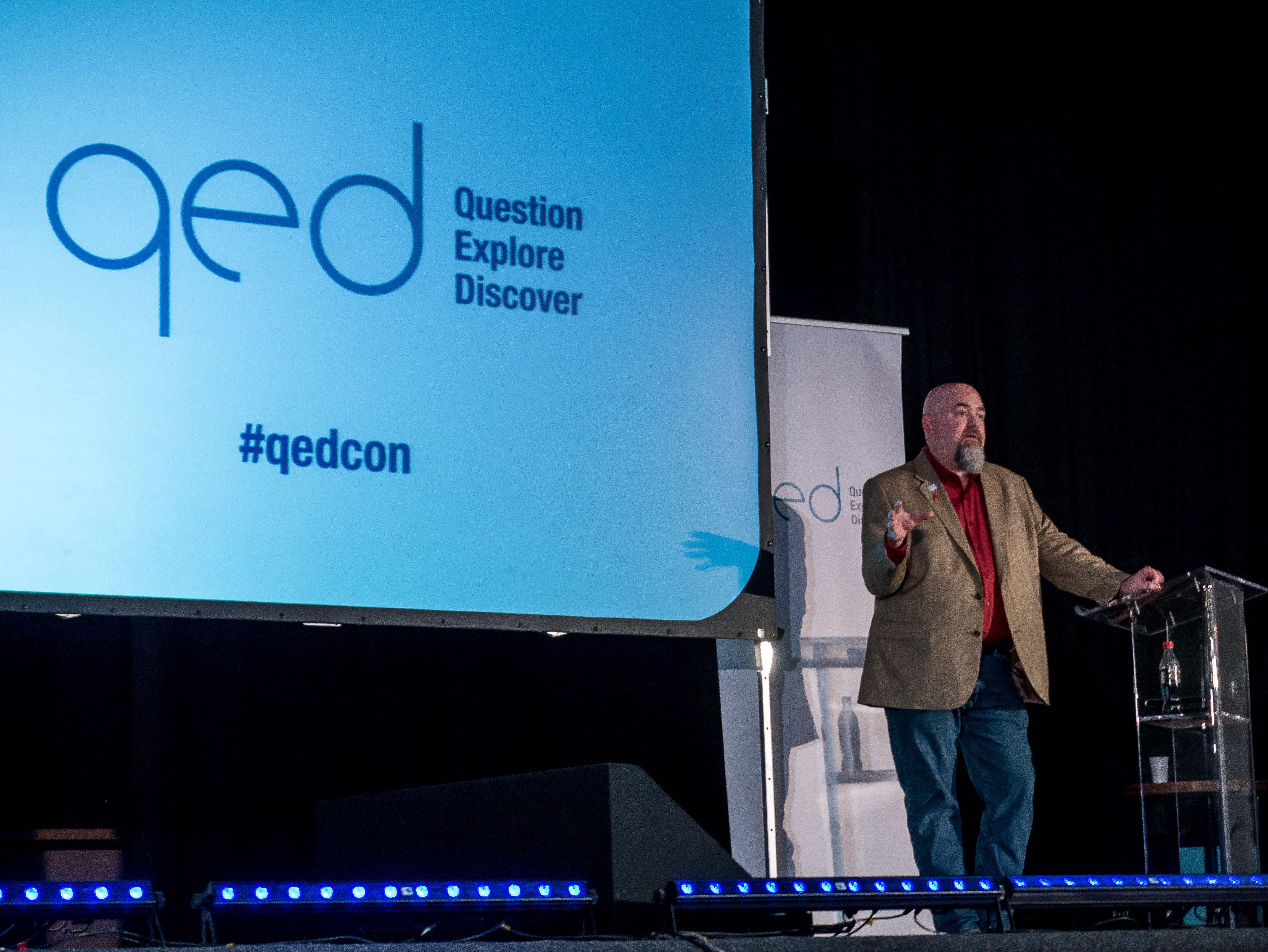
Dillahunty vid QED 2015, en lista av skeptiska konferenser i Manchester.

Ett annat återkommande tema är Dillahuntys förespråkande av vikten av vetenskaplig skepticism. Han sade vid American Atheists convention i Austin 2013 att det närmaste till ett motto han har är, med inspiration från David Hume, "att tro så många sanna saker och så få falska saker som möjligt". I samma föreläsning sade han att det var viktigast för honom att identifieras som skeptiker. Dessutom sade han att skepticism kan tala till otestade religiösa anspråk, och att filosofisk skepticism kommer att leda till ateism.
Medan han gör skillnad på skepticism och ateism som två åtskilda rörelser, ser han ateism som en delmängd av skepticism och anser att skepticism borde undersöka religiösa anspråk, något som blivit en diskussionspunkt inom skeptikergemenskapen. Han frågade retoriskt "hur populära skulle medier vara, hur populära skulle spöken vara, om det inte vore för den monolitiska idén som 70-80% av befolkningen tror på, att det inom envar av oss finns en odödlig själ som när vi dör antingen går vidare till ett liv efter döden eller dröjer sig kvar här på jorden? [...] Om man lär folk om vad vi vet, vad som mest sannolikt händer när vi dör, kommer de att sträva mot att behandla människor bättre medan de fortfarande är vid liv, och deras sörjande förminskas eftersom de förstår verkligheten." Han förmanade att "idka inte skepticism med målet att ha rätt, utan med målet att inte ha möjligheten att ha fel." I en intervju med som publicerades av Human-Etisk Forbund sade Dillahunty att han inte förstod varför religiösa anspråk skulle ses annorlunda av skeptiker än konspirationsteorier och påståenden om besök från utomjordiskt liv.
Dillahunty är intresserad av trolleri, och har bland annat intervjuat trollkarlen och skeptikern James Randi på scen.

### Tuggummiliknelsen
Dillahuntys förklaring av den filosofiska bevisbördan använder sig av kulformade tuggummin. För en hypotetisk burk fylld med ett stort antal tuggummin skulle alla utsagor om det är ett jämnt eller udda antal tuggummi i burken vara tvivelaktiga utan stödjande bevis. Han använder även denna liknelse för att demonstrera att även om en sats i en dikotomi avfärdas, betyder det inte nödvändigtvis att motsatsen accepteras. Det vill säga om en person inte är övertygad om att det finns ett jämnt antal tuggummin i burken, betyder inte det att denne tror att det är udda. Han använder också regelbundet en domstolsliknelse för samma idé.

### Försvar av aborträtt
Dillahunty har kommit att bli en frispråkig förkämpe för aborträtt. Efter att ha sett en sekulär antiabortorganisation kallad Secular Pro-Life sätta upp en monter vid American Atheists convention 2012, utmanade Dillahunty en representant till en offentlig debatt i frågan. Debatten, där Dillahunty debatterade med Kristine Kruszelnicki, ägde rum vid Texas Freethought Convention 2012. Dillahunty använde kroppslig integritet som sitt huvudargument, något som baseras på Judith Jarvis Thompsons A Defense of Abortion. I mars 2014 debatterade han med Clinton Wilcox, som inte är medlem av Secular Pro-Life även om debatten utannonserades på deras blogg. Efter debatten tog Dillahunty avstånd från organisationen och meddelade på Facebook att han inte ämnade debattera med dem offentligt igen. Han och Beth Presswood förklarade senare i Amanda Marcottes poddradioprogram RH Reality Check att han inte ville förespråka att en cisman utan livmoder skulle debattera kvinnliga rättigheter, utan låta andra leda den offentliga debatten.

## Utmärkelser och erkännande
Dillahunty tilldelades 2011 priset Atheist of the Year, även kallad "the Hitchie" efter Christopher Hitchens, av Staks Rosch som skriver för Examiner.com. Tilldelningsprocessen, som bestod av att Roschs läsare fick rösta fram av honom utvalda kandidater, kritiserades av Greta Christina och Ophelia Benson då ingen av kandidaterna var kvinna.
2012 tilldelades han Catherine Fahringer Freethinker of the Year Award från Freethinkers Association of Central Texas.
Dillahunty har noterats i de kristna tidskrifterna Charisma och Christian Today, samt av Discovery Institute, förespråkare av intelligent design, för sin aktivism. Han beskrevs av David Robertson i Christian Today som en representant för "nyatesimens fundamentalism".